# 2015 en Ontario
Chronologie de l'Ontario
- 2011
- 2012
- 2013
- 2014
- 2015
- 2016
- 2017
- 2018
- 2019

Cette page concerne des événements d'actualité qui se sont produits durant l'année 2015 dans la province canadienne de l'Ontario.

## Politique
- Première ministre: Kathleen Wynne (Parti libéral)
- Chef de l'Opposition: Jim Wilson puis Patrick W. Brown (Parti progressiste-conservateur)
- Lieutenant-gouverneur: Elizabeth Dowdeswell
- Législature: 41e

## Événements

### Janvier
- Lundi 5 janvier : le député néo-démocrate fédérale de Sudbury Glenn Thibeault (en) annonce sa démission pour se présenter candidat du Parti libéral de l'Ontario à une élection partielle pour la circonscription provinciale du même nom.
- Dimanche 11 janvier - Un demi-millier de personnes manifestent contre le terrorisme et pour la liberté d'expression à Toronto à la suite de l'attentat contre le journal satirique français Charlie Hebdo, qui a fait 12 morts[1].

### Février
- Mercredi 4 février - Le député de Nipissing Victor Fedeli (en) se retire de sa candidature de la chefferie du Parti progressiste-conservateur et décide d'appuyé Christine Elliott.
- Jeudi 5 février - Élection partielle de Sudbury afin d'élire un nouveau député pour remplacer Joe Cimino, qui a démissionné il y a trois mois. Le Parti libéral et son candidat Glenn Thibeault (en), remporte facilement l'élection partielle avec 41 % du vote face à son adversaire de la néo-démocrate Suzanne Shawbonquit avec 34 % du vote.
- Mercredi 4 février - La députée de Nepean—Carleton Lisa MacLeod se retire de sa candidature de la chefferie du Parti progressiste-conservateur et décide d'appuyée Christine Elliott.
- Lundi 9 février - La députée fédérale de Mississauga—Brampton-Sud Eve Adams annonce qu'elle quitte le Parti conservateur et décide de se joindre chez les Libéraux.

### Avril
- Jeudi 9 avril - Le député de Lambton—Kent—Middlesex Monte McNaughton se retire de la chefferie de la direction (en) et il donne son appui à Patrick W. Brown.

### Mai
- Samedi 9 mai : Patrick W. Brown remporte l'élection à la direction (en) du Parti progressiste-conservateur avec 61 % du vote contre Christine Elliott avec 38 % du vote, alors qu'elle est pourtant favori dans les sondages. Brown succède ainsi au député de Niagara West—Glanbrook Tim Hudak qui a démissionné le 2 juillet 2014.
- Lundi 11 mai : Philippe Couillard est le premier premier ministre du Québec depuis Jean Lesage en 1964 à prononcer un discours devant l'Assemblée législative de l'Ontario. Il demande une plus grande autonomie pour les provinces canadiennes[2].
- Mercredi 13 mai : Patrick W. Brown quitte ses fonctions du député fédéral de Barrie.

### Août
- Samedi 1er août : Le député progressiste-conservateur de Simcoe-Nord Garfield Dunlop (en) démissionne de son siège pour permettre au chef du parti Patrick W. Brown de siéger. La première ministre Kathleen Wynne annonce l'èlection partielle pour le 3 septembre.
- Vendredi 28 août : La députée progressiste-conservatrice de Whitby—Oshawa et veuve de Jim Flaherty, Christine Elliott annonce son retrait de la vie politique.

### Septembre
- Jeudi 3 septembre : Le chef du Parti progressiste-conservateur Patrick W. Brown remporte l'élection partielle de Simcoe-Nord avec 53 % du vote contre son plus proche adversaire du libéral Fred Larsen avec 23 % du vote et ses six autres adversaires, parmi citons le chef du Parti pauvre (en) John Turmel qui se termine en dernière place.

### Octobre
- Lundi 19 octobre : Le Parti libéral de Justin Trudeau remporte les élections et formeront un gouvernement majoritaire. Le résultat au Canada est de 184 libéraux, 99 conservateurs, 44 néo-démocrates, 10 bloquistes et 1 verts. En Ontario, les résultats sont de 80 libéraux, 33 conservateurs et 8 néo-démocrates.

### Novembre
- Mardi 3 novembre - une vague de rumeurs d'alertes à la bombe dans plusieurs écoles en Ontario et au Québec ont lieu après que les directions aient reçu des courriels menaçants d'origines inconnues. Plusieurs écoles primaires, secondaires et de même des Cégeps francophones et anglophones doivent procéder à l'évacuation[3].
- Mercredi 4 novembre - le cabinet Trudeau est assermenté. Parmi ses ministres, citons Carolyn Bennett (Affaires autochtones), Chrystia Freeland (Commerce international), Catherine McKenna (Environnement et Changement climatique), John McCallum (Immigration, Réfugiés et Citoyenneté) et William Morneau (Finances).

### Décembre
- Jeudi 10 décembre : Les premiers réfugiés syriens arrivent à Toronto[4].

## Décès

### Janvier
- Jeudi 1er janvier : Eric Cunningham (en), 65 ans, député provincial de Wentworth-Nord (en) (1975-1984) (° 14 avril 1949).
- Lundi 5 janvier : Jim Burton (en), 53 ans, joueur de hockey sur glace (° 6 novembre 1963).
- Mercredi 7 janvier : Jean-Paul Parisé, 73 ans, joueur de hockey sur glace (° 11 décembre 1941).
- Samedi 17 janvier : Donald Harron, 90 ans, acteur (° 19 septembre 1924).

### Février
- Dimanche 15 février : Steve Montador, 35 ans, joueur de hockey sur glace (° 12 décembre 1979).

### Juin
- Lundi 29 juin : Clayton Kenny (en), boxeur (° 21 décembre 1928).

### Août
- Vendredi 28 août : Al Arbour, joueur de hockey sur glace (° 1er septembre 1932).

### Septembre
- Mercredi 30 septembre : Pierre de Bellefeuille, député provincial de Deux-Montagnes à l'Assemblée nationale du Québec (1976-1985) (° 12 mai 1923).

### Décembre
- Mercredi 30 décembre : Howard Pawley, premier ministre du Manitoba (° 21 novembre 1934).